# Dean Armstrong
Dean Armstrong (Owen Sound, 24 aprile 1973) è un attore televisivo e attore teatrale canadese.
Conosciuto principalmente per aver interpretato il ruolo di Blake Wyzecki nella serie televisiva statunitense Queer as Folk, ha però avuto anche diversi ruoli nella produzione teatrale del musical Rent. Per quanto riguarda lavori minori, ha recitato in almeno sette spot televisivi. Ha lavorato in Saw 3D, ricoprendo il ruolo di Cale.
Successivamente ha recitato in  
Wrong Turn 4. 

## Filmografia parziale

### Cinema
- Repo! The Genetic Opera, regia di Darren Lynn Bousman (2008)
- Saw 3D - Il capitolo finale (Saw 3D), regia di Kevin Greutert (2010)
- Wrong Turn 4 - La montagna dei folli (Wrong Turn 4: Bloody Beginnings), regia di Declan O'Brien – direct-to-video (2011)
- Radio Killer 3 - La corsa continua (Joy Ride 3: Road Kill), regia di Declan O'Brien – direct-to-video (2014)
- The Old Way, regia di Brett Donowho (2023)

### Televisione
- Queer as Folk – serie TV, 14 episodi (2000-2005)
- 72 Hours: True Crime – programma TV, puntate 2x12-3x05 (2004, 2006)
- Flashpoint – serie TV, episodi 5x12-5x13 (2012)
- La morte bussa alla stessa ora (Time of Death), regia di Frédéric D'Amours – film TV (2013)
- Copper – serie TV, episodi 2x10-2x11 (2013)
- La grande sfida di Gabby (The Gabby Douglas Story), regia di Gregg Champion – film TV (2014)
- Un desiderio che si avvera (A Wish Come True), regia di Mark Rosman – film TV (2015)
- Heroes Reborn – miniserie TV, puntate 04-05-13 (2015-2016)
- Salvation – serie TV, episodi 1x10-1x12-1x13 (2017)
- La regina del peccato (The Queen of Sin), regia di Jean-François Rivard – film TV (2018)
- Insomnia – serie TV, 4 episodi (2018)
- Supernatural – serie TV, episodio 14x01 (2018)
- Chapelwaite – serie TV, 7 episodi (2021)